# Кочекаев, Би-Арслан Балбекович
Би-Арслан Балбекович Кочекаев (9 февраля 1929, Кара-Тюбе, Дагестанская АССР — 14 января 1996, Караганда) — ногайский учёный, профессор, доктор исторических наук.

## Биография
Родился 9 февраля 1929 года в ауле Кара-Тюбе Ачикулакского района (ныне Нефтекумский район Ставропольского края России) в многодетной крестьянской семье.
С 1944 по 1945 год учился на курсах трактористов Кара-Тюбинской машино-тракторной станции (МТС).
С 1945 по 1946 год — тракторист Кара-Тюбинской МТС, статистик Ачикулакского районного управления Наркомата заготовок, счётчик колхоза «Большевик».
С 1947 по 1949 год секретарь Караногайского райкома комсомола. С ноября 1949 по апрель 1950 года заведующий отделом кадров Караногайского райисполкома с. Терекли-Мектеб.
С 1950 по 1953 год служил в Советской Армии, а после увольнения в запас  работал в Капальском районном комитете Коммунистической партии Казахстана.
С 1954 по 1959 год — студент исторического факультета Казахского государственного университета им. С. М. Кирова (ныне — Казахский национальный университет им. аль-Фараби). В 1959 г. его дипломная работа на тему «Очерки социально-экономического и культурного развития Большой и Малой Ногайских орд XVI—XVII вв» на защите получила высокую оценку и была рекомендована для участия в конкурсе лучших студенческих работ СССР.
В 1959—1966 гг. служил на офицерских должностях в Управлении кадров МВД Казахской ССР, Алматинской средней специальной школе милиции МВД СССР, ст. оперуполномоченным уголовного розыска Управления охраны общественного порядка (УООП) исполкома Алма-Атинского городского Совета депутатов трудящихся, заместителем начальника Фрунзенского РОВД столицы. После увольнения работал преподавателем в Казахском политехническом институте.
В декабре 1969 года после защиты диссертации присуждена учёная степень кандидата исторических наук.
В 1970 году вместе с семьей переезжает в Ставрополь и работает преподавателем на кафедре истории КПСС и научного коммунизма Ставропольского государственного пединститута (СГПИ), где продолжает свою научно-исследовательскую работу по изучению истории ногайцев.
31 июля 1974 года решением Высшей аттестационной комиссии утвержден в учёном звании доцента по кафедре истории КПСС и научного коммунизма.
В 1976 г., выиграв конкурс на замещение вакантной должности, с супругой и младшим сыном переезжает в Казахстан, где возглавил кафедру истории Казахстана с курсами философии и культурологии в Карагандинском государственном медицинском институте (КГМИ).

## Научные работы и вклад
В 1969 году опубликовал очередные свои статьи: «Классовая структура ногайского общества в XIX — начале XX веков», «Социально-экономическое развитие ногайского общества и административно-колониальное управление ногайцами в XIX — начале XX веков».
Итогом всей его жизни стал вышедший в свет в 1988 году тиражом в 2040 экз. первый фундаментальный и единственный труд в советской ногайской историографии «Ногайско-русские отношения в XV—XVIII вв».
В историческом плане эта монография рассматривала развитие двух народов, укрепление их государственности, ставшей основой его докторской диссертации, которую он в 1989 году с успехом защитил при Ростовском государственном университете и, 12 января 1990 года, решением Высшей аттестационной комиссии при Совете Министров СССР Кочекаеву Б. Б. присуждена учёная степень доктора исторических наук, а 24 июня 1994 года решением Высшей аттестационной комиссии при Кабинете Министров Республики Казахстан ему было присвоено учёное звание профессора по специальности история.

## Наследие и память
14 января 1996 года умер после непродолжительной болезни. Дети Би-Арслана Балбековича Кочекаева, исполнив его последнюю просьбу, перевезли его тело из Караганды через более чем 2000 км и похоронили отца в родной ногайской земле — в селе Кара-Тюбе.
5 апреля 1999 года в селе Кара-Тюбе Нефтекумского района его именем названа улица.
Вся жизнь Би-Арслана Балбековича Кочекаева была посвящена изучению и популяризации истории ногайского народа. Самое главное, что имя и память о нём живут — его работы по истории ногайцев, как наиболее обоснованные и фундаментальные, изучают молодые ученые историки как в России, так и за рубежом.

## Семья
Отец ученого — Балбек Мусаевич Кочекаев (1901—1943), коммунист, участник Гражданской войны, вместе с активными участниками социалистического строительства и коллективизации Сеид-Ахметом Шабановым, Бушаном Иналовым, Отаром Аджиевым и другими был одним из инициаторов I Объединительного съезда ногайского народа, состоявшегося в ставке Ачикулак 11 апреля 1922 года, участник последующих съездов, активно проводил коллективизацию в ногайской степи, работал на руководящих партийных работах, вторым секретарем РКП(б), в политотделе, председателем Ачикулакского райисполкома. В январе 1931 года принимал участие в работе VI Ачикулакского съезда Советов депутатов трудящихся в качестве избранного депутата.
Балбек Кочекаев в 30-х годах XX века работал в Ачикулакском райисполкоме — председателем райисполкома, в политотделе, вторым секретарем, и на других партийных должностях, с 1940 по 1943 гг. — председатель колхоза «Большевик» аула Кара-Тюбе (с 1957 — совхоз «Каратюбинский»).
В годы Великой Отечественной войны участник партизанского подполья. В 1942 году руководил эвакуацией техники и скота колхоза аула Кара-Тюбе за линию фронта. В конце декабря 1942 г., во время перевозки продуктов для партизан в один из предгорных районов (Моздокский) Ставропольского края, был схвачен немцами и попал в плен, его пытали, он был избит и возвращен ими обратно в аул Кара-Тюбе, где он и его семья были приговорены немецкими оккупационными войсками к смертной казни через повешение. Ожидая казнь, Балбек Мусаевич находился под арестом в здании сельсовета. В одну из ночей родственники жены помогли ему бежать из-под ареста. После освобождения Ставропольского края Красной Армией от немецких войск, весной 1943 г. Кочекаев Балбек Мусаевич собрав оставшееся у колхозников колхозное зерно, посеял будущий урожай голодного 1943 года, однако собрать его не успел — в мае 1943 года он умер от последствий перенесенных пыток и избиений немцами. Благодаря председателю колхоза «Большевик» Кочекаеву Б. М. зимой 1943—1944 года голода в ауле Кара-Тюбе не было. Из десяти его детей выжили четверо. Выжил в эти голодные годы и его сын — Би-Арслан.
Происхождение: род Кочекаева Би-Арслана Балбековича (род Барак(бары-гъак),тамга абак, племя Месит, Джембойлукской орды) происходит из аула Ильяс-Кишлау(Ягъа-аул(по-ногайски)(ныне часть г. Нефтекумск)
Имена предков по мужской линии: Би-Арслан - сын Бальбека - внук Кошакая -правнук Мусы -праправнук Ильяса(основателя аула Ильяс-Кишлау)- прараправнук Шуншали, жившего около села Петрова(ныне Светлоград).